# Gentiana davidii
Gentiana davidii är en gentianaväxtart som beskrevs av Adrien René Franchet. Gentiana davidii ingår i släktet gentianor, och familjen gentianaväxter.

## Underarter
Arten delas in i följande underarter:
- G. d. formosana
- G. d. fukienensis